# Municipio de Granite (Minnesota)
El municipio de Granite (en inglés: Granite Township) es un municipio ubicado en el condado de Morrison en el estado estadounidense de Minnesota. En el año 2010 tenía una población de 481 habitantes y una densidad poblacional de 5,13 personas por km².

## Geografía
El municipio de Granite se encuentra ubicado en las coordenadas 46°1′39″N 93°59′59″O / 46.02750, -93.99972. Según la Oficina del Censo de los Estados Unidos, el municipio tiene una superficie total de 93.7 km², de la cual 93,66 km² corresponden a tierra firme y (0,03 %) 0,03 km² es agua.

## Demografía
Según el censo de 2010, había 481 personas residiendo en el municipio de Granite. La densidad de población era de 5,13 hab./km². De los 481 habitantes, el municipio de Granite estaba compuesto por el 99,79 % blancos y el 0,21 % eran de una mezcla de razas. Del total de la población el 1,25 % eran hispanos o latinos de cualquier raza.